# Френсіс Блейк (винахідник)
Френсіс Блейк молодший (25 грудня 1850 — 20 січня 1913) — американський винахідник.

## Біографія
Френсіс Блейк народився в Нідхемі, штат Массачусетс, 25 грудня 1850 року в сім'ї Керолайн Берлінг (Трамбалл) і Френсіса Блейка старшого.
Блейк працював над дослідженням узбережжя Сполучених Штатів з підліткового віку до ранньої зрілості (1866—1878). Незабаром після весілля він подав у відставку. Він був фізиком і фотографом-аматором.
У 1879 році він винайшов вугільний мікрофон для використання в телефоні та запатентував його незабаром після того, як Томас Едісон винайшов подібний мікрофон, який також використовував вугільні контакти. Александер Грем Белл найняв Блейка і запропонував йому працювати з Емілем Берлінером, який також винайшов вугільний мікрофон. Покращений мікрофон Berliner-Blake був стандартом для компанії Bell протягом багатьох років. Блейк також вдосконалив конструкцію мікротома і фотозатвору.

## Особисте життя
У 1874 році Блейк одружився з Елізабет Лівермор Хаббард (1849—1941), чий батько надав землю у Вестоні, на якій Блейк спроектував і побудував складний будинок. У них було двоє дітей: Агнес (Блейк) Фіцджеральд (нар. 1876) і Бенджамін Сьюол Блейк (нар. 1877).
У 1900 році Блейк був обраний членом Американського товариства антикварів.
Він помер у своєму будинку в Бостоні 20 січня 1913 року.

## Патенти
- Канадський патент 10021 на телефонний передавач, виданий 28 травня 1879 року, анульований 3 березня 1887 року через нездатність виробляти телефонні деталі в Канаді.
- Патент США видано в 1881 році